# 豊仁駅
豊仁駅（プンインえき）は、朝鮮民主主義人民共和国咸鏡北道穏城郡に位置する朝鮮民主主義人民共和国鉄道省咸北線の駅である。

## 歴史
- 1931年10月20日：開業[1]。

## 隣の駅
朝鮮民主主義人民共和国鉄道省
咸北線
穏城駅 - 豊仁駅 - 黄坡駅